# Josep Romagosa i Gotzens
Josep Romagosa i Gotzens (Olesa de Montserrat, 10 de març de 1812 - València, 2 de maig de 1868). Degà de la Facultat de Medicina de València, fou metge-cirurgià amb una gran formació humanística i científica, i profundes conviccions religioses.
Estudià medicina al Real Colegio de Medicina y Cirugía de San Carlos, de Madrid, on es graduà l'any 1842. Fou metge del capítol catedralici de Sigüenza i catedràtic de les universitats de Saragossa, Barcelona i València. Des del 1856 fou degà de la Facultat de Medicina de València. Fou membre de la Reial Acadèmia de Medicina de Barcelona i d'altres societats mèdiques. El doctor Romagosa va ser un clar representant de la mentalitat anatomoclínica, destacà en anatomia patològica microscòpica i fou un prestigiós cirurgià, que va aconseguir millores en les tècniques operatòries, com en el cas de l'amputació de la cama a nivell del terç superior, modificant la línia d'incisió de manera que es reduïa notablement la possibilitat de necrosi.